# عصابة النهابين الأربعة
عصابة النهابين الأربعة (الانجليزية: The marauders) اسم لمجموعة من الاصدقاء في سلسلة روايات هاري بوتر الشهيرة وهم: جيمس بوتر، ريموس لوبين، سيريوس بلاك وبيتر بيتيجرو، كانوا في مدرسة هوجوورتس لشئون السحر والشعوذة من عام 1971 إلى عام 1978. كان الأربعة أصدقاء مصنفين في منزل جريفندور وكانوا مشهورين بإجادتهم للسحر وخرق القوانين.. وكان لكل منهم قصته. فقد كان ريموس لوبين مستذئب يتحول إلى ذئب حين يكون القمر بدرا.. بينما يتحول الباقون إلى حيوانات حين يريدون أو كما يعرف بـ (أنيماجوس) وهو القدرة على التحول إلى حيوان حين تريد. لكن لوبين لم يكن كذلك.. كان يتحول إلى ذئب فقط حين يكون القمر بدرًا.. وقد اختاروا لأنفسهم أسماء مستعارة وهي:
- موني: ريموس لوبين يتحول إلى ذئب
- وورمتيل: بيتر بيتيجرو يتحول إلى فأر
- بادفوت: سيريوس بلاك يتحول إلى كلب
- برونجز: جيمس بوتر يتحول إلى أيل [2]

و في عامهم الخامس قاموا باختراع خريطة تكشف كل مساحة قلعة هوجورتس وممراتها وتكشف تحركات كل من فيها.. وتسمى هذه الخريطة (خريطة مارودور) (بالإنجليزية: the marauders map) وكان هدفهم الأول من اختراعها هو مساعدة صديقهم لوبين في الخروج من القلعة حين يتحول إلى ذئب.. ويقضون وقتهم عند شجرة الصفصاف الكبير التي تعتبر ممر لمنزل الرعب (شريكنج شاك).

## عصابة النهابين الأربعة بعد التخرج
بعد تخرج الأربعة أصدقاء من مدرسة هوجوورتس تزوج جيمس بوتر من ليلي إيفانز - ليلي بوتر - وانضم الأربعة أصدقاء إلى جماعة العنقاء التي اسسها ألباس دمبلدور خلال الحرب السحرية الأولى.. وبعد سنتين من تخرجهم وُلِد هاري بوتر في 31 يوليو 1980 .. وقيلت النبوءة عنه عن طريق سيبيل تريلاوني ونقلها سيفيروس سناب إلى سيد الظلام اللورد فولدمورت فقرر فولدمورت أن يقتل هاري بوتر .. وهنا يختبأ جيمس وليلي وهاري الصغير في منزل أجداد جيمس في قرية جودريكس هولو، ويضعوا تعويذة سحرية على منزلهم لحمايتهم من سيد الظلام وتحتاج تلك التعويذة إلى كاتم اسرار فيتبرع سيريوس بلاك بان يكون هو كاتم الأسرار لكن جيمس يقول ان فولدمورت سيشك في سيريوس كأول شخص يكون كاتم أسرار.. فيقررا أن يكون بيتر بيتيجرو هو كاتم الأسرار.. ولكن بيتيجرو يخون ثقتهم ويخبر اللورد فولدمورت عن مكانهم.. يتجه فولدمورت إلى جودريكس هولو ويقتل جيمس وليلي بوتر ويحاول أن يقتل هاري فترتد التعويذة عليه فيتحول إلى شبح.. وهنا يذهب سيريوس بلاك إلى بيتر بيتيجرو ويواجهه بأنه سلم صديقيه إلى سيد الظلام.. فيقتل بيتر بيتيجرو 12 عامي، ويقطع اصبعه ويتحول إلى فأر ويهرب بينما يُقبض على سيريوس بلاك بتهمة قتل الأثنا عشر عاميًا وقتل بيتر بيتيجرو ويتم تحويله على أزكابان..
و في الكتاب الثالث يكون ريموس لوبين مدرس دفاع عن النفس ضد السحر الأسود وفي تلك الاثناء يهرب سيريوس من أزكابان ويأتي إلى هوجورتس لكي يقتل بيتر بيتيجرو المتحول إلى فأر وبقى كفأر أليف لدي رون ويزلي ولكن هاري يمنعه.. ويهرب بيتر بيتيجرو ويذهب إلى سيد الظلام بينما يهرب سيريوس ايضًا على ظهر الهيبوجريف باك بيك .. وفي الكتاب والفيلم الخامس.. يموت سيريوس بلاك على يد بيلاتريكس ليسترينج في معركة الوزارة .. ثم في الجزء الأخير يقتل ريموس لوبين خلال معركة هوجوورتس ويموت بيتر بيتيجرو في قصر مالفوي.